# Ecgfrith của Mercia
Ecgfrith là vua của Mercia từ ngày 29 tháng 7 đến tháng 12 năm 796. Ông là con trai của Offa , một trong những vị vua quyền lực nhất của nhà Mercia. Vào năm 787, Ecgfrith được phong làm vua, sự thánh hiến đầu tiên được biết đến của một vị vua Anh, có lẽ được Offa sắp xếp để bắt chước việc thánh hiến các con trai của Charlemagne bởi giáo hoàng vào năm 781.